# West Chester (Iowa)
West Chester – miasto w Stanach Zjednoczonych, w stanie Iowa, w hrabstwie Washington. Zgodnie ze spisem statystycznym z 2000 roku, miasto liczyło 159 mieszkańców.